# قلعة عروة
قلعة عروة، هي إحدى القلاع الأثرية الواقعة في المدينة المنورة، وتعد ثاني أكبر القلاع بعد قلعة قباء، ويعود بناؤها إلى زمن الثورة العربية الكبرى في الحجاز.

## لمحة تاريخية
سميت قلعة عروة بهذا الاسم؛ نسبة إلى مسمى المنطقة الواقعة بها وهي منطقة عروة التي أخذت اسمها من قصر عروة بن الزبير الموجود في المنطقة نفسها، وبنيت القلعة ؛ لتكون مركزًا من مراكز المراقبة والدفاع الرئيسية، وقد قام ببناء القلعة محافظ المدينة المنورة العثماني فخري باشا بين عامي 1334-1337هـ / 1916-1918م؛ بسبب حصار الهاشميون المدينة المنورة؛ لإجبار فخري باشا وجنوده على تسليم المدينة المنورة، وقد وقع الحصار بين عامي 1336-1337هـ / 1917-1918م.

## موقع القلعة
" تقع القلعة في منطقة عروة على يسار السالك طريق المدينة -جدة القديم قاصداً جدة، وهي مقابلة لسد عروة من الجهة الجنوبية وتشرف على ضفاف وادي العقيق عند السد المذكور، وتحتل القلعة منطقة واسعة من الحرة حيث بنيت على هضبة عالية، وذلك لحماية هذه القلعة من مياه الوادي المجاورة بالإضافة إلى سهولة الإشراف وحراسة المناطق المجاورة لها، والمكلفة بحمايتها، وتبعد القلعة عن الشارع الرئيسي مسافة مئتين وخمسين متراً تقريباً، كما تبعد مئة متر عن بئر عروة تقريباً، متر ويمكن الوصول إلى القلعة عبر طريق العنبرية المعروف اليوم بطريق عمر بن الخطاب، وعند الوصول إلى سد عروة على وادي العقيق تكون القلعة على اليسار، وتبدو شامخة عالية تشرف على منطقة الوادي من الجهة الجنوبية.
وينحصر موقع القلعة بين الإحداثيين الأفقيين رقم 2704200 ورقم 2704300 في حين ينحصر رأسياً بين الإحداثيين رقم 559000 ورقم 59200.

## وصف عام
تتكون القلعة من أربعة أقسام رئيسية، فلها سور داخلي وآخر خارجي، بالإضافة إلى الملاحق والمبنى الرئيسي، وفيما يلي تفصيل ذلك:

### السور الخارجي
هو سور غير منتظم البناء ويحيط بالقلعة بشكل غير منتظم أيضصا، ويتم الوصول إلى أعلى ارتفاع في القلعة عن طريق واحد فقط يقع في الجهة الشمالية الشرقية من السور، ويبرز السور إلى الخارج عبر جدارين متوازيين يقدر سمك كل منهما بــ 80 سم، ويقدر عرض الممر المحصور بين الجدارين والمؤدي إلى المدخل الرئيسي لهضبة القلعة بقرابة مترين ونصف المتر، والممر عبارة عن منحدر يصل بين الأرضية الخارجية وأعلى الهضبة.
وبالنسبة لارتفاع السور، فهو يختلف من جهة إلى أخرى حسب ارتفاع الهضبة، ويبلغ الارتفاع المتوسط لهذا السور 3 أمتار ونصف المتر تقريبًا عن سطح الهضبة، ويصل ارتفاع الهضبة عن مستوى المنطقة الخارجية إلى 4 أمتار ونصف المتر. وبني السور من الحجارة السوداء المجلوبة من الحرات المجاورة، وبقي لون الحجارة كما هو دون طلاء أو تبييض من الداخل أو الخارج.

### السور الداخلي
يعد السور الداخلي جزءًا من البناء العام للقلعة، كما أنه منفصل عن باقي المسقط الأفقي، يقع السور الداخلي بداخل السور الخارجي، ويبعد عنه من جهة الشمال مسافة 15 متر، ومن جهة الجنوب 2 متر، ومن جهة الشرق 14 متر، ومن جهة الغرب 10 متر.
ويأتي السور الداخلي على هيئة أربعة أضلاع شبه متساوية، فطول السور من الجهتين الشمالية والجنوبية يبلغ قرابة 21 متر، ومن الجهتين، الشرقية والغربية قرابة 20 متر، وتقع القلعة داخل هذا السور، وتبعد القلعة عن جدران السور بمقدار 2 متر من جميع الجهات.

### ملاحق القلعة
وتقع هذه الملاحق بين السور الداخلي والخارجي للقلعة، وهي عبارة عن غرف ودورات مياه وتقع عند الركن الجنوبي الغربي من الهضبة، بالإاضفة إلى بعض أطلال لغرف ومصطبات تنتشر عند الركن الجنوبي الغربي، وتتميز بعدم وضوح معالمها؛ لتهدم كثير من أسقفها وجدرانها.

### المبنى الرئيسي
يشكل مبنى القلعة الرئيسي المسقط الأفقي للقلعة، ويأتي على هيئة مربع، يقدر طوله بـ 15 متر و40 سم، ويقدر عرضه بـ 14 متر و40 سم.
ويقع مدخل القلعة الرئيسي في الناحية الشمالية مقابل لمدخل سور القلعة الداخلي، ويوجد على جانبي المدخل نافذتين متساويتين، لكل واحدة منها جلسة يبلغ ارتفاعها متر تقريبًا.
يتكون مسقط القلعة الأفقي من دور واحد فقط، وهو عبارة عن صالة واحدة تؤدي إلى ثلاث حجرات مستطيلة، كما توجد بعض المصطبات المبنية من الحجر والمعدة لجلوس الجنود، وتطل جميع الحجرات على الممر المحيط بالقلعة من خلال نوافذ صغيرة منتشرة على جدران القلعة من الداخل.
أما سطح القلعة فيمكن الوصول إليه عبر درج مبني من الحجر، ويوجد في أعلى السطح مصطبة مرتفعة تستخدم للجلوس؛للإشراف على منطقة القلعة ومراقبة ما يدور حولها، كما يوجد منور صغير يقع بين الدرج وصالة المدخل الرئيسي؛ لإنارة الدرج وهذه الصالة.
ويغطي حجرات القلعة أقبية قليلة الارتفاع مبنية من الحجر مغطاة بطبقة من الطين ومطلية باللون الأبيض.

## وصلات خارجية
- القلاع الأثرية في المدينة المنورة.. معالم دينية أم آثار سياحية